# I liga argentyńska w piłce nożnej (2008/2009)
Mistrzem Argentyny turnieju Apertura w sezonie 2008/09 został Boca Juniors, natomiast wicemistrzem Argentyny turnieju Apertura został CA Tigre.
Mistrzostwo Argentyny turnieju Clausura w sezonie 2008/09 zdobył CA Vélez Sarsfield, natomiast wicemistrzostwo Argentyny turnieju Clausura zdobył CA Huracán.
Do Copa Libertadores w roku 2010 zakwalifikowało się sześć klubów:
- Estudiantes La Plata (obrońca tytułu)
- CA Vélez Sarsfield (mistrz turnieju Clausura)
- Club Atlético Lanús (1. miejsce w tabeli sumarycznej 2009 roku)
- CA Colón (2. miejsce w tabeli sumarycznej 2009 roku)
- Newell’s Old Boys (3. miejsce w tabeli sumarycznej 2009 roku)

Do Copa Sudamericana w roku 2009 zakwalifikowało się sześć klubów:
- Club Atlético Lanús (1. miejsce w tabeli sumarycznej sezonu 2008/09)
- CA Vélez Sarsfield (2. miejsce w tabeli sumarycznej sezonu 2008/09)
- San Lorenzo de Almagro (3. miejsce w tabeli sumarycznej sezonu 2008/09)
- CA Tigre (4. miejsce w tabeli sumarycznej sezonu 2008/09)
- Boca Juniors (zaproszenie)
- River Plate (zaproszenie)

Tabela spadkowa zadecydowała o tym, które kluby spadną do drugiej ligi (Primera B Nacional Argentina), a które będą miały szanse obronić swój byt pierwszoligowy w barażach. Bezpośrednio spadły kluby, które w tabeli spadkowej zajęły dwa ostatnie miejsca - San Martín Tucumán i Gimnasia y Esgrima Jujuy. Na ich miejsce awansowały dwie najlepsze drużyny z drugiej ligi - Atlético Tucumán i Chacarita Juniors. Mecze barażowe musiały stoczyć Rosario Central i Gimnasia y Esgrima La Plata. Oba zespoły wygrały baraże i utrzymały się w pierwszej lidze.

## Torneo Apertura 2008/09

### Apertura 1
| Data             | Mecz |
| ---------------- | --- |
| 8 sierpnia 2008  | San Martín Tucumán - CA Huracán 2:0 Mario Héctor Turdó 13, Juan Monge 33                                                                          |
| 8 sierpnia 2008  | Gimnasia y Esgrima La Plata - Newell’s Old Boys 0:1 Germán Ré 24                                                                                  |
| 9 sierpnia 2008  | Rosario Central - Estudiantes La Plata 3:2 Emilio José Zelaya 4, Alexis Raúl Danelón 9, Kily González 50 - Mauro Boselli 40, 51                   |
| 9 sierpnia 2008  | CA Banfield - Godoy Cruz Antonio Tomba 1:2 Nicolás Bértolo 8 - Jairo Fernando Castillo 2, 19                                                      |
| 9 sierpnia 2008  | Arsenal Sarandí Buenos Aires - Argentinos Juniors 3:0 Facundo Sava 5, 69k, Alejandro Darío Gómez 56                                               |
| 9 sierpnia 2008  | CA Vélez Sarsfield - Independiente 0:0 |
| 10 sierpnia 2008 | Racing Club de Avellaneda - Club Atlético Lanús 0:2 José Sand 63, 74                                                                              |
| 10 sierpnia 2008 | Boca Juniors - Gimnasia y Esgrima Jujuy 4:0 Ricardo Daniel Noir 47, Leandro Gracián 57, Sebastián Alejandro Battaglia 78, Fabián Andrés Vargas 88 |
| 10 sierpnia 2008 | CA Colón - River Plate 1:1 Alejandro Rubén Capurro 39 - Robert Mario Flores 54                                                                    |
| 10 sierpnia 2008 | San Lorenzo de Almagro - CA Tigre 0:1 Jonathan Blanco 25                                                                                          |

### Apertura 2
| Data             | Mecz |
| ---------------- | --- |
| 15 sierpnia 2008 | Estudiantes La Plata - CA Banfield 2:2 Gastón Nicolás Fernández 7, 35 - Marcelo Bustamante 2, Luciano Civelli 18                                                       |
| 15 sierpnia 2008 | Independiente - San Martín Tucumán 1:0 Darío Alejandro Gandín 89 mecz rozegrany został na stadionie klubu Racing Club de Avellaneda                                    |
| 16 sierpnia 2008 | CA Tigre - Arsenal Sarandí Buenos Aires 2:1 Diego Rafael Castaño 10, 24 - Luciano Leguizamón 13                                                                        |
| 16 sierpnia 2008 | Godoy Cruz Antonio Tomba - San Lorenzo de Almagro 1:2 Martín Sebastián Aguirre 28 - Gonzalo Rubén Bergessio 51, Juan Carlos Menseguez 72                               |
| 16 sierpnia 2008 | Gimnasia y Esgrima Jujuy - CA Colón 1:4 César Alberto Carranza 70 - Ariel Hernán Garcé 35, Alejandro Rubén Capurro 44, Pablo César Aguilar 80, Rubén Darío Ramírez 84k |
| 16 sierpnia 2008 | Argentinos Juniors - CA Vélez Sarsfield 4:1 Andrés Scotti 54, Néstor Ezequiel Ortigoza 61k, Juan Ignacio Mercier 64, Gonzalo Abán 86 - Jonathan Cristaldo 70           |
| 17 sierpnia 2008 | River Plate - Rosario Central 2:0 Eduardo Nicolás Tuzzio 82, Andrés Lorenzo Ríos 90                                                                                    |
| 17 sierpnia 2008 | Club Atlético Lanús - Gimnasia y Esgrima La Plata 1:1 Santiago Biglieri 8 - Diego Nicolás Villar 61                                                                    |
| 17 sierpnia 2008 | CA Huracán - Racing Club de Avellaneda 1:0 Ariel Damián Cólzera 52 mecz rozegrany został na stadionie klubu Boca Juniors                                               |
| 25 września 2008 | Newell’s Old Boys - Boca Juniors 2:4 Rolando Carlos Schiavi 22k, Juan Manuel Insaurralde 81 - Ricardo Daniel Noir 5, Lucas Viatri 62, 89, Nicolás Gaitán 87            |

### Apertura 3
| Data             | Mecz |
| ---------------- | --- |
| 22 sierpnia 2008 | Gimnasia y Esgrima La Plata - CA Huracán 1:0 Diego Martín Alonso 86                                                               |
| 22 sierpnia 2008 | Rosario Central - CA Colón 0:1 Pablo César Aguilar 40                                                                             |
| 23 sierpnia 2008 | Gimnasia y Esgrima Jujuy - Newell’s Old Boys 1:0 César Alberto Carranza 33                                                        |
| 23 sierpnia 2008 | CA Banfield - River Plate 2:1 Santiago Raymonda 7, Nicolás Bértolo 36 - Radamel Falcao 90+3                                       |
| 23 sierpnia 2008 | Arsenal Sarandí Buenos Aires - Godoy Cruz Antonio Tomba 2:1 Alejandro Darío Gómez 4, Mauro Matos 85 - Martín Sebastián Aguirre 28 |
| 23 sierpnia 2008 | CA Vélez Sarsfield - CA Tigre 1:1 Víctor Eduardo Zapata 56 - Matías Alejandro Giménez 69                                          |
| 24 sierpnia 2008 | San Martín Tucumán - Argentinos Juniors 0:0                                                                                       |
| 24 sierpnia 2008 | Racing Club de Avellaneda - Independiente 1:1 Franco Sebastián Sosa 89 - Daniel Montenegro 40                                     |
| 24 sierpnia 2008 | Boca Juniors - Club Atlético Lanús 2:1 Fabián Andrés Vargas 27, Cristian Manuel Chávez 68 - José Sand 6                           |
| 24 sierpnia 2008 | San Lorenzo de Almagro - Estudiantes La Plata 3:0 Cristian Raúl Ledesma 9, Bernardo Daniel Romeo 72, Juan Carlos Menseguez 90+2   |

### Apertura 4
| Data             | Mecz |
| ---------------- | --- |
| 29 sierpnia 2008 | CA Tigre - San Martín Tucumán 1:2 Martín Gerardo Morel 61 - Mario Héctor Turdó 13, Ramiro Emiliano Leone 66                                                |
| 29 sierpnia 2008 | Club Atlético Lanús - Gimnasia y Esgrima Jujuy 3:2 José Sand 37, 47, 63k - César Alberto Carranza 30, Fabio Ariel Pieters 33                               |
| 30 sierpnia 2008 | Godoy Cruz Antonio Tomba - CA Vélez Sarsfield 1:3 Iván Borghello 47 - Waldo Alonso Ponce 35, Hernán Rodrigo López 42, Juan Manuel Martínez 85              |
| 30 sierpnia 2008 | CA Colón - Newell’s Old Boys 1:1 Alejandro Rubén Capurro 10 - Juan Carlos Ferreyra 88                                                                      |
| 30 sierpnia 2008 | Rosario Central - CA Banfield 0:0 |
| 30 sierpnia 2008 | Argentinos Juniors - Racing Club de Avellaneda 0:1 Leandro González 14                                                                                     |
| 31 sierpnia 2008 | Estudiantes La Plata - Arsenal Sarandí Buenos Aires 2:0 Juan Sebastián Verón 21, José Luis Calderón 81                                                     |
| 31 sierpnia 2008 | River Plate - San Lorenzo de Almagro 0:0 |
| 31 sierpnia 2008 | CA Huracán - Boca Juniors 0:3 Lucas Viatri 9, Nicolás Gaitán 76, 88 mecz rozegrany został na stadionie klubu Argentinos Juniors                            |
| 31 sierpnia 2008 | Independiente - Gimnasia y Esgrima La Plata 1:1 Leonel Jorge Núñez 23 - Franco Niell 46 mecz rozegrany został na stadionie klubu Racing Club de Avellaneda |

### Apertura 5
| Data             | Mecz |
| ---------------- | --- |
| 12 września 2008 | Gimnasia y Esgrima Jujuy - CA Huracán 4:3 Federico Acuña 5, César Alberto Carranza 52, Jorge Luna 74, Fabio Ariel Pieters 83 - Leandro Javier Díaz 22, César Eduardo González 61, Diego Armando Herner 68 |
| 12 września 2008 | CA Banfield - CA Colón 0:0 |
| 13 września 2008 | Racing Club de Avellaneda - CA Tigre 0:0 |
| 13 września 2008 | Gimnasia y Esgrima La Plata - Argentinos Juniors 1:1 Ignacio Piatti 4 - Nicolás Pavlovich 49 |
| 13 września 2008 | Newell’s Old Boys - Club Atlético Lanús 2:1 Ernesto Cristaldo 48, Diego Alberto Torres 77 - Sebastián Blanco 30                                                                                           |
| 13 września 2008 | San Lorenzo de Almagro - Rosario Central 2:1 Hernán Adrián González 39, 51 - Alexis Raúl Danelón 12 |
| 14 września 2008 | San Martín Tucumán - Godoy Cruz Antonio Tomba 1:1 Daniel Alejandro Vega 71 - Leandro Rubén Caruso 88 |
| 14 września 2008 | Boca Juniors - Independiente 1:1 Rodrigo Palacio 46 - Darío Alejandro Gandín 50 |
| 14 września 2008 | Arsenal Sarandí Buenos Aires - River Plate 2:2 Carlos Damián Casteglione 38, Javier Yacuzzi 61 - Cristian Villagra 19, Radamel Falcao 70                                                                  |
| 14 września 2008 | CA Vélez Sarsfield - Estudiantes La Plata 1:0 Leandro Sebastián Velázquez 90 |

### Apertura 6
| Data             | Mecz |
| ---------------- | --- |
| 16 września 2008 | CA Tigre - Gimnasia y Esgrima La Plata 3:1 Martín Gerardo Morel 66, 74, Jonathan Blanco 68 - José San Román 5s                                                                              |
| 16 września 2008 | CA Colón - Club Atlético Lanús 3:3 Esteban Fuertes 36, Rubén Darío Ramírez 54, Lucas Martín Valdemarín 88 - Matías Lionel Fritzler 19, José Sand 64, Sebastián Blanco 87                    |
| 16 września 2008 | CA Banfield - San Lorenzo de Almagro 1:3 Nicolás Santiago Bertolo 52 - Néstor Andrés Silvera 22, Pablo Barrientos 41, Santiago Solari 89                                                    |
| 16 września 2008 | CA Huracán - Newell’s Old Boys 1:1 César Eduardo González 47 - Rolando Carlos Schiavi 30 mecz rozegrany został na stadionie klubu Argentinos Juniors                                        |
| 17 września 2008 | Godoy Cruz Antonio Tomba - Racing Club de Avellaneda 1:0 Víctor Alberto Figueroa 89 |
| 17 września 2008 | Estudiantes La Plata - San Martín Tucumán 1:1 Mauro Boselli 44 - Ramiro Emiliano Leone 87                                                                                                   |
| 17 września 2008 | River Plate - CA Vélez Sarsfield 1:2 Andrés Lorenzo Ríos 75 - Jonathan Cristaldo 37, Hernán Rodrigo López 81                                                                                |
| 17 września 2008 | Rosario Central - Arsenal Sarandí Buenos Aires 3:0 Emilio José Zelaya 10, Diego Luis Braghieri 46, Omar Zarif 86                                                                            |
| 17 września 2008 | Independiente - Gimnasia y Esgrima Jujuy 3:2 Leonel Jorge Núñez 4, 41, 56 - Claudio Fileppi 49, Ricardo Ernesto Gómez 86 mecz rozegrany został na stadionie klubu Racing Club de Avellaneda |
| 17 września 2008 | Argentinos Juniors - Boca Juniors 0:0 |

### Apertura 7
| Data             | Mecz |
| ---------------- | --- |
| 19 września 2008 | Club Atlético Lanús - CA Huracán 0:0 |
| 19 września 2008 | San Lorenzo de Almagro - CA Colón 3:0 Gonzalo Rubén Bergessio 21, 68, Pablo Barrientos 47                                                                  |
| 20 września 2008 | Racing Club de Avellaneda - Estudiantes La Plata 2:1 Adrián Lucero 7, Juan Sánchez Sotelo 17 - Milton Galiana 46                                           |
| 20 września 2008 | Gimnasia y Esgrima Jujuy - Argentinos Juniors 1:1 Juan Arraya 49 - Juan Ramón Fernández 64                                                                 |
| 20 września 2008 | Arsenal Sarandí Buenos Aires - CA Banfield 3:2 Facundo Sava 59, Alejandro Darío Gómez 86, Aníbal Samuel Matellán 90+1 - Víctor Rubén López 18, 44          |
| 20 września 2008 | CA Vélez Sarsfield - Rosario Central 2:1 Mariano Esteban Uglessich 33, Leandro Daniel Somoza 81 - Leonardo Luis Borzani 1                                  |
| 21 września 2008 | San Martín Tucumán - River Plate 3:1 Gustavo Ibáñez 34, Daniel Alejandro Vega 77, Enzo Alejandro Bruno 87 - Omar Jesús Merlo 11                            |
| 21 września 2008 | Gimnasia y Esgrima La Plata - Godoy Cruz Antonio Tomba 3:1 Néstor Gabriel Martinena 36, Mariano Messera 42, Ariel Agüero 54 - Víctor Alberto Figueroa 90+1 |
| 21 września 2008 | Boca Juniors - CA Tigre 2:3 Sebastián Alejandro Battaglia 22, Jonathan Blanco 28s - Carlos Ariel Luna 6, Martín Gerardo Morel 12, 32                       |
| 21 września 2008 | Newell’s Old Boys - Independiente 1:0 Cristian Fabbiani 50                                                                                                 |

### Apertura 8
| Data             | Mecz |
| ---------------- | --- |
| 26 września 2008 | CA Tigre - Gimnasia y Esgrima Jujuy 1:0 Martín Gerardo Morel 6 |
| 26 września 2008 | Rosario Central - San Martín Tucumán 1:1 Ezequiel González 45 - Nicolás Víctor Herrera 69 |
| 27 września 2008 | CA Colón - CA Huracán 1:1 Esteban Fuertes 48 - Hugo Alberto Barrientos 27 |
| 27 września 2008 | San Lorenzo de Almagro - Arsenal Sarandí Buenos Aires 2:0 Néstor Andrés Silvera 9, Pablo Barrientos 14                                                                                                |
| 27 września 2008 | Independiente - Club Atlético Lanús 0:2 Diego Hernán González 52, José Sand 77 mecz rozegrany został na stadionie klubu Racing Club de Avellaneda                                                     |
| 28 września 2008 | Godoy Cruz Antonio Tomba - Boca Juniors 4:1 Jairo Fernando Castillo 39, 60, 85, Leonardo Germán Sigali 48 - Leandro Gracián 36                                                                        |
| 28 września 2008 | Estudiantes La Plata - Gimnasia y Esgrima La Plata 3:1 Agustín Alayes 18, José Luis Calderón 79, Mauro Boselli 83 - Sebastián Ariel Romero 57                                                         |
| 28 września 2008 | River Plate - Racing Club de Avellaneda 3:3 Santiago Gabriel Salcedo 21, Diego Buonanotte 62, Facundo Hernán Quiroga 72 - Facundo Hernán Quiroga 13s, Leandro González 41, Pablo Nicolás Caballero 68 |
| 28 września 2008 | CA Banfield - CA Vélez Sarsfield 2:2 Nicolás Bértolo 11, Jerónimo Barrales 79 - Cristian Javier Nasuti 19s, Leandro Daniel Somoza 35                                                                  |
| 28 września 2008 | Argentinos Juniors - Newell’s Old Boys 0:4 Cristian Fabbiani 41, Sebastián Hugo Grazzini 75, Rolando Carlos Schiavi 80k, Hernán Bernardello 88                                                        |

### Apertura 9
| Data                | Mecz |
| ------------------- | --- |
| 3 października 2008 | San Martín Tucumán - CA Banfield 0:1 Cristian David Lucchetti 62                                                                                                  |
| 3 października 2008 | Racing Club de Avellaneda - Rosario Central 4:1 Franco Zuculini 20, Maximiliano Nicolás Moralez 30k, 75, Pablo Ariel Lugüercio 40 - Kily González 45k             |
| 4 października 2008 | Newell’s Old Boys - CA Tigre 2:0 Diego Alberto Torres 27, Leonel Ezequiel Vangioni 44                                                                             |
| 4 października 2008 | Club Atlético Lanús - Argentinos Juniors 4:2 Eduardo Salvio 8, 30, José Sand 28, 86k - Nicolás Pavlovich 22, 36                                                   |
| 4 października 2008 | CA Vélez Sarsfield - San Lorenzo de Almagro 0:1 Bernardo Daniel Romeo 87                                                                                          |
| 5 października 2008 | Gimnasia y Esgrima La Plata - River Plate 0:0 |
| 5 października 2008 | Boca Juniors - Estudiantes La Plata 1:2 Lucas Viatri 33 - Diego Alberto Galván 62, Leandro Damián Benítez 66                                                      |
| 5 października 2008 | Gimnasia y Esgrima Jujuy - Godoy Cruz Antonio Tomba 2:1 Gabriel Alejandro Loeschbor 10, Pablo Ignacio Calandria 73 - Víctor Alberto Figueroa 55                   |
| 5 października 2008 | CA Huracán - Independiente 1:0 Leandro Javier Díaz 63 mecz rozegrany został na stadionie klubu Argentinos Juniors                                                 |
| 5 października 2008 | Arsenal Sarandí Buenos Aires - CA Colón 3:2 Josimar Mosquera 25, Javier Orlando Yacuzzi 60, Alejandro Darío Gómez 86 - Rubén Darío Ramírez 70, Esteban Fuertes 89 |

### Apertura 10
| Data                 | Mecz |
| -------------------- | --- |
| 17 października 2008 | Estudiantes La Plata - Gimnasia y Esgrima Jujuy 2:0 Juan Sebastián Verón 23, Mauro Boselli 84                                                                                            |
| 17 października 2008 | Argentinos Juniors - CA Huracán 2:0 Néstor Ezequiel Ortigoza 14, Nicolás Pavlovich 81 |
| 18 października 2008 | CA Tigre - Club Atlético Lanús 3:0 Leonel Víctor Altobelli 22, Martín Gerardo Morel 30, 79                                                                                               |
| 18 października 2008 | CA Colón - Independiente 1:2 Esteban Fuertes 46 - Leonel Núñez 15, 38 |
| 18 października 2008 | San Lorenzo de Almagro - San Martín Tucumán 1:0 Néstor Andrés Silvera 35 |
| 18 października 2008 | Arsenal Sarandí Buenos Aires - CA Vélez Sarsfield 3:3 Aníbal Samuel Matellán 42, Alejandro Darío Gómez 45, 59 - Juan Manuel Martínez 29, Jonathan Cristaldo 30, Víctor Eduardo Zapata 34 |
| 19 października 2008 | Godoy Cruz Antonio Tomba - Newell’s Old Boys 0:0 |
| 19 października 2008 | River Plate - Boca Juniors 0:1 Lucas Viatri 60 |
| 19 października 2008 | Rosario Central - Gimnasia y Esgrima La Plata 0:1 Walter Darío Ribonetto 36s |
| 19 października 2008 | CA Banfield - Racing Club de Avellaneda 1:0 Jerónimo Barrales 53 |

### Apertura 11
| Data                 | Mecz |
| -------------------- | --- |
| 24 października 2008 | San Martín Tucumán - Arsenal Sarandí Buenos Aires 1:0 Daniel Alejandro Vega 26 |
| 24 października 2008 | Club Atlético Lanús - Godoy Cruz Antonio Tomba 4:3 José Sand 10k, 65, Carlos Darío Quintana 31, Eduardo Salvio 55 - Leandro Rubén Caruso 20, Iván Borghello 69, Martín Sebastián Aguirre 76 |
| 25 października 2008 | Newell’s Old Boys - Estudiantes La Plata 1:1 Cristian Fabbiani 61 - Leandro Desábato 59 |
| 25 października 2008 | CA Huracán - CA Tigre 0:3 Martín Gerardo Morel 13, Matías Alejandro Giménez 51, Leonel Víctor Altobelli 52 mecz rozegrany został na stadionie klubu Argentinos Juniors                      |
| 25 października 2008 | Independiente - Argentinos Juniors 1:1 Daniel Montenegro 56 - Andrés Fabricio Romero 90+2 mecz rozegrany został na stadionie klubu Racing Club de Avellaneda                                |
| 25 października 2008 | CA Vélez Sarsfield - CA Colón 0:3 Rubén Darío Ramírez 20, 45, Lucas Emanuel Acosta 90+1 |
| 26 października 2008 | Racing Club de Avellaneda - San Lorenzo de Almagro 2:1 Adrián Lucero 1, Maximiliano Nicolás Moralez 19k - Aureliano Torres 69                                                               |
| 26 października 2008 | Gimnasia y Esgrima La Plata - CA Banfield 0:0 |
| 26 października 2008 | Boca Juniors - Rosario Central 2:1 Lucas Viatri 7, Nicolás Gaitán 87 - Emilio José Zelaya 58                                                                                                |
| 26 października 2008 | Gimnasia y Esgrima Jujuy - River Plate 1:0 Héctor Martín Desvaux 56 |

### Apertura 12
| Data                 | Mecz |
| -------------------- | --- |
| 28 października 2008 | CA Tigre - Independiente 1:0 Carlos Ariel Luna 90+1 |
| 28 października 2008 | Godoy Cruz Antonio Tomba - CA Huracán 2:3 Leandro Rubén Caruso 20, Martín Sebastián Aguirre 45 - Paolo Duval Goltz 24, Hernán Barcos 38, César Eduardo González 76   |
| 28 października 2008 | Estudiantes La Plata - Club Atlético Lanús 1:0 Mauro Boselli 53 |
| 28 października 2008 | CA Vélez Sarsfield - San Martín Tucumán 2:0 Emiliano Ramiro Papa 52, Jonathan Cristaldo 53                                                                           |
| 29 października 2008 | River Plate - Newell’s Old Boys 1:1 Gustavo Leonardo Bou 1 - Juan Manuel Insaurralde 59                                                                              |
| 29 października 2008 | CA Colón - Argentinos Juniors 5:2 Esteban Fuertes 5, 64, 73, Alfredo Germán Ramírez 50, Rubén Darío Ramírez 89 - Rodrigo Ezequiel Díaz 32, Andrés Fabricio Romero 79 |
| 29 października 2008 | Rosario Central - Gimnasia y Esgrima Jujuy 3:0 Gervasio Núñez 21, José Nicolás Vizcarra 59, Andrés Franzoia 72]                                                      |
| 29 października 2008 | CA Banfield - Boca Juniors 0:1 Pablo Nicolás Mouche 79 |
| 29 października 2008 | San Lorenzo de Almagro - Gimnasia y Esgrima La Plata 1:1 Néstor Andrés Silvera 19 - Franco Niell 63                                                                  |
| 29 października 2008 | Arsenal Sarandí Buenos Aires - Racing Club de Avellaneda 2:2 Luciano Leguizamón 9, 48; Maximiliano Nicolás Moralez 60k, Pablo Nicolás Caballero 75                   |

### Apertura 13
| Data                 | Mecz |
| -------------------- | --- |
| 31 października 2008 | Independiente - Godoy Cruz Antonio Tomba 1:1 Daniel Montenegro 45 - Leandro Rubén Caruso 39 mecz rozegrany został na stadionie klubu Racing Club de Avellaneda |
| 1 listopada 2008     | San Martín Tucumán - CA Colón 1:1 Daniel Alejandro Vega 60 - Esteban Fuertes 51                                                                                |
| 1 listopada 2008     | Club Atlético Lanús - River Plate 2:0 Diego Eduardo Lagos 5, Maximiliano Nicolás Velázquez 53                                                                  |
| 1 listopada 2008     | CA Huracán - Estudiantes La Plata 1:0 Gastón Rubén Esmerado 87 mecz rozegrany został na stadionie klubu CA Vélez Sarsfield                                     |
| 1 listopada 2008     | Argentinos Juniors - CA Tigre 2:0 Carlos Ariel Recalde 34, Ignacio Canuto 37                                                                                   |
| 2 listopada 2008     | Racing Club de Avellaneda - CA Vélez Sarsfield 0:0 |
| 2 listopada 2008     | Gimnasia y Esgrima La Plata - Arsenal Sarandí Buenos Aires 0:1 Luciano Leguizamón 69                                                                           |
| 2 listopada 2008     | Boca Juniors - San Lorenzo de Almagro 1:0 Juan Román Riquelme 7                                                                                                |
| 2 listopada 2008     | Gimnasia y Esgrima Jujuy - CA Banfield 2:0 Ricardo Ernesto Gómez 44, Juan Arraya 90+2                                                                          |
| 2 listopada 2008     | Newell’s Old Boys - Rosario Central 1:0 Rolando Carlos Schiavi 21k                                                                                             |

### Apertura 14
| Data             | Mecz |
| ---------------- | --- |
| 7 listopada 2008 | Rosario Central - Club Atlético Lanús 1:2 Mario Ángel Paglialunga 38 - Diego Eduardo Lagos 50, José Sand 73                                               |
| 7 listopada 2008 | CA Banfield - Newell’s Old Boys 2:1 Cristian Andrès García 4, Marcelo Bustamante 38 - Cristian Fabbiani 21                                                |
| 8 listopada 2008 | Godoy Cruz Antonio Tomba - Argentinos Juniors 1:1 Leandro Rubén Caruso 59 - Franco Tomás Quiroga 55                                                       |
| 8 listopada 2008 | Estudiantes La Plata - Independiente 1:0 Mauro Boselli 22                                                                                                 |
| 8 listopada 2008 | CA Colón - CA Tigre 2:2 Esteban Fuertes 9k, Rubén Darío Ramírez 90+2 - Rodolfo Martín Arruabarrena 31, Martín Gerardo Morel 73                            |
| 8 listopada 2008 | CA Vélez Sarsfield - Gimnasia y Esgrima La Plata 0:2 Roberto Carlos Sosa 9, Franco Niell 17                                                               |
| 9 listopada 2008 | San Martín Tucumán - Racing Club de Avellaneda 0:2 José Luis Fernández 1, Franco Peppino 30                                                               |
| 9 listopada 2008 | River Plate - CA Huracán 3:3 Matías Enrique Abelairas 51, Radamel Falcao 68k, Eduardo Nicolás Tuzzio 76 - Hernán Barcos 4, 31, Hugo Alberto Barrientos 35 |
| 9 listopada 2008 | San Lorenzo de Almagro - Gimnasia y Esgrima Jujuy 2:1 Aureliano Torres 46, Gonzalo Rubén Bergessio 83 - Pablo Ignacio Calandria 73                        |
| 9 listopada 2008 | Arsenal Sarandí Buenos Aires - Boca Juniors 0:1 Juan Román Riquelme 90                                                                                    |

### Apertura 15
| Data              | Mecz |
| ----------------- | --- |
| 14 listopada 2008 | Gimnasia y Esgrima La Plata - San Martín Tucumán 1:0 Mariano Messera 78                                                                                             |
| 14 listopada 2008 | Club Atlético Lanús - CA Banfield 1:1 Diego Eduardo Lagos 33 - Nicolás Bértolo 42                                                                                   |
| 15 listopada 2008 | CA Tigre - Godoy Cruz Antonio Tomba 2:0 Martín Gerardo Morel 13, 45                                                                                                 |
| 15 listopada 2008 | Racing Club de Avellaneda - CA Colón 0:2 Esteban Fuertes 54, 71 |
| 15 listopada 2008 | Gimnasia y Esgrima Jujuy - Arsenal Sarandí Buenos Aires 0:1 Luciano Leguizamón 65                                                                                   |
| 15 listopada 2008 | Newell’s Old Boys - San Lorenzo de Almagro 3:3 Cristian Fabbiani 57, Leonel Ezequiel Vangioni 79, Germán Ré 85 - Pablo Barrientos 7, 13, Hernán Adrián González 66k |
| 15 listopada 2008 | CA Huracán - Rosario Central 0:2 Gervasio Núñez 32, Milton Joel Caraglio 66 mecz rozegrany został na stadionie klubu Argentinos Juniors                             |
| 16 listopada 2008 | Boca Juniors - CA Vélez Sarsfield 2:3 Juan Forlín 58, Rodrigo Palacio 84 - Mariano Esteban Uglessich 17, Nicolás Alejandro Cabrera 51, Jonathan Cristaldo 63        |
| 16 listopada 2008 | Independiente - River Plate 0:1 Radamel Falcao 65 mecz rozegrany został na stadionie klubu Racing Club de Avellaneda                                                |
| 16 listopada 2008 | Argentinos Juniors - Estudiantes La Plata 5:0 Carlos Ariel Recalde 33, Gabriel Agustín Hauche 44, 53, Andrés Fabricio Romero 66, 87                                 |

### Apertura 16
| Data              | Mecz |
| ----------------- | --- |
| 21 listopada 2008 | CA Banfield - CA Huracán 0:0 |
| 21 listopada 2008 | Arsenal Sarandí Buenos Aires - Newell’s Old Boys 1:1 Sebastián Carrera 70 - Pablo Andrés Aguilar 30                                        |
| 22 listopada 2008 | Racing Club de Avellaneda - Gimnasia y Esgrima La Plata 1:1 Maximiliano Nicolás Moralez 16 - Antonio Ariel Agüero 87                       |
| 22 listopada 2008 | CA Colón - Godoy Cruz Antonio Tomba 0:0 |
| 22 listopada 2008 | Rosario Central - Independiente 1:2 Milton Joel Caraglio 10 - Damián Andrés Ledesma 43, Leonel Ríos 90+1                                   |
| 22 listopada 2008 | San Lorenzo de Almagro - Club Atlético Lanús 1:3 Gonzalo Rubén Bergessio 27 - Diego Eduardo Lagos 12, José Sand 32, Eduardo Salvio 43      |
| 23 listopada 2008 | San Martín Tucumán - Boca Juniors 1:2 Raúl Fernando Saavedra 59 - Lucas Viatri 36, Luciano Gabriel Figueroa 63                             |
| 23 listopada 2008 | Estudiantes La Plata - CA Tigre 3:1 Juan Sebastián Verón 8, Iván Moreno y Fabianesi 28, Leandro Damián Benítez 90 - Carlos Ariel Luna 90+1 |
| 23 listopada 2008 | River Plate - Argentinos Juniors 1:2 Radamel Falcao 16 - Juan Alberto Sabia 78, Néstor Ezequiel Ortigoza 90k                               |
| 23 listopada 2008 | CA Vélez Sarsfield - Gimnasia y Esgrima Jujuy 2:0 Ramón Darío Ocampo 75, Nicolás Alejandro Cabrera 90+2                                    |

### Apertura 17
| Data              | Mecz |
| ----------------- | --- |
| 28 listopada 2008 | Gimnasia y Esgrima La Plata - CA Colón 1:0 Denis Stracqualursi 80 |
| 28 listopada 2008 | Independiente - CA Banfield 0:1 Víctor Rubén López 90+3 mecz rozegrany został na stadionie klubu Racing Club de Avellaneda |
| 29 listopada 2008 | Gimnasia y Esgrima Jujuy - San Martín Tucumán 1:0 Gabriel Alejandro Loeschbor 69 |
| 29 listopada 2008 | Club Atlético Lanús - Arsenal Sarandí Buenos Aires 2:1 Javier Marcelo Gandolfi 50s, Sebastián Blanco 59 - Mauro Matos 41 |
| 29 listopada 2008 | CA Huracán - San Lorenzo de Almagro 1:0 Paolo Duval Goltz 10 mecz przerwany przy stanie 1:0 w 16 minucie z powodu deszczu - dokończony 2 grudnia 2008                                                                                |
| 30 listopada 2008 | CA Tigre - River Plate 3:1 Carlos Ariel Luna 26, 40, Cristian Pedro Bardaro 90+4 - Santiago Gabriel Salcedo 2 |
| 30 listopada 2008 | Boca Juniors - Racing Club de Avellaneda 2:1 Juan Román Riquelme 38, 58 - Franco Sebastián Sosa 45 |
| 30 listopada 2008 | Newell’s Old Boys - CA Vélez Sarsfield 1:0 Juan Manuel Insaurralde 56 |
| 30 listopada 2008 | Argentinos Juniors - Rosario Central 0:0 |
| 2 grudnia 2008    | CA Huracán - San Lorenzo de Almagro 1:4 Paolo Duval Goltz 10 - Aureliano Torres 48, Cristian Manuel Chávez 60, Néstor Andrés Silvera 69, 80 dokończenie 74 minut meczu przerwanego 29 listopada 2008 na stadionie klubu Boca Juniors |
| 10 grudnia 2008   | Godoy Cruz Antonio Tomba - Estudiantes La Plata 2:1 Iván Borghello 55, 90+1 - Ramón Lentini 37 |

### Apertura 18
| Data           | Mecz |
| -------------- | --- |
| 5 grudnia 2008 | CA Banfield - Argentinos Juniors 2:2 Facundo Ferreyra 84, Luciano Civelli 89 - Carlos Ariel Recalde 12, Nicolás Pavlovich 34                                                          |
| 5 grudnia 2008 | CA Vélez Sarsfield - Club Atlético Lanús 0:2 Diego Eduardo Lagos 8, José Sand 59 |
| 6 grudnia 2008 | San Martín Tucumán - Newell’s Old Boys 2:0 Pablo de Muner 35, Antonio Ibáñez 78 |
| 6 grudnia 2008 | Racing Club de Avellaneda - Gimnasia y Esgrima Jujuy 0:0 |
| 6 grudnia 2008 | River Plate - Godoy Cruz Antonio Tomba 1:2 Matías Enrique Abelairas 61 - Hernán Nicolás Encina 6, Leandro Rubén Caruso 84 mecz rozegrany został na stadionie klubu CA Vélez Sarsfield |
| 6 grudnia 2008 | Arsenal Sarandí Buenos Aires - CA Huracán 1:0 Mauro Matos 35 |
| 7 grudnia 2008 | Gimnasia y Esgrima La Plata - Boca Juniors 0:0 |
| 7 grudnia 2008 | CA Colón - Estudiantes La Plata 0:1 Diego Alberto Galván 44 |
| 7 grudnia 2008 | Rosario Central - CA Tigre 2:3 Milton Joel Caraglio 4, Ezequiel González 11 - Carlos Ariel Luna 29, 41, Leandro Hernán Lázzaro 80                                                     |
| 7 grudnia 2008 | San Lorenzo de Almagro - Independiente 4:1 Pablo Barrientos 18, 56, Santiago Solari 20, Gastón Damián Aguirre 41 - Leonel Jorge Núñez 67                                              |

### Apertura 19
| Data            | Mecz |
| --------------- | --- |
| 12 grudnia 2008 | Newell’s Old Boys - Racing Club de Avellaneda 3:0 Mauro Formica 57, Hernán Bernardello 88, Juan Manuel Insaurralde 90+4                                                         |
| 13 grudnia 2008 | Estudiantes La Plata - River Plate 1:1 Mauro Boselli 69 - Eduardo Nicolás Tuzzio 55                                                                                             |
| 13 grudnia 2008 | Gimnasia y Esgrima Jujuy - Gimnasia y Esgrima La Plata 1:1 Ariel Alfredo Montenegro 74 - Diego Nicolás Villar 12                                                                |
| 13 grudnia 2008 | CA Huracán - CA Vélez Sarsfield 3:0 Matías Adrián Defederico 15, César Eduardo González 42, Javier Pastore 48                                                                   |
| 14 grudnia 2008 | CA Tigre - CA Banfield 1:0 Martín Gerardo Morel 39 |
| 14 grudnia 2008 | Godoy Cruz Antonio Tomba - Rosario Central 1:0 Martín Sebastián Aguirre 79 |
| 14 grudnia 2008 | Boca Juniors - CA Colón 3:2 Luciano Gabriel Figueroa 9, 27, Juan Román Riquelme 13 - Nicolás Torres 42, Lucas Martín Valdemarín 52                                              |
| 14 grudnia 2008 | Club Atlético Lanús - San Martín Tucumán 1:0 Eduardo Ledesma 84 |
| 14 grudnia 2008 | Independiente - Arsenal Sarandí Buenos Aires 1:2 Federico Fernando Higuaín 12 - Alejandro Darío Gómez 43, 60 mecz rozegrany został na stadionie klubu Racing Club de Avellaneda |
| 14 grudnia 2008 | Argentinos Juniors - San Lorenzo de Almagro 0:1 Gonzalo Rubén Bergessio 7 |

### Tabela końcowa Apertura 2008/09
| Poz | Klub                         | Mecze | Zw | Rem | Por | Pkt | BrZd | BrStr |
| --- | ---------------------------- | ----- | -- | --- | --- | --- | ---- | ----- |
| 1   | San Lorenzo de Almagro       | 19    | 12 | 3   | 4   | 39  | 34   | 17    |
| 2   | Boca Juniors                 | 19    | 12 | 3   | 4   | 39  | 33   | 21    |
| 3   | CA Tigre                     | 19    | 12 | 3   | 4   | 39  | 31   | 19    |
| 4   | Club Atlético Lanús          | 19    | 11 | 4   | 4   | 37  | 34   | 23    |
| 5   | Newell’s Old Boys            | 19    | 8  | 7   | 4   | 31  | 26   | 18    |
| 6   | Estudiantes La Plata         | 19    | 8  | 4   | 7   | 28  | 24   | 25    |
| 7   | Arsenal Sarandí Buenos Aires | 19    | 8  | 4   | 7   | 28  | 26   | 27    |
| 8   | Gimnasia y Esgrima La Plata  | 19    | 6  | 9   | 4   | 27  | 17   | 15    |
| 9   | CA Vélez Sarsfield           | 19    | 7  | 5   | 7   | 26  | 22   | 27    |
| 10  | CA Colón                     | 19    | 5  | 8   | 6   | 23  | 29   | 25    |
| 11  | Godoy Cruz Antonio Tomba     | 19    | 6  | 5   | 8   | 23  | 25   | 28    |
| 12  | CA Banfield                  | 19    | 5  | 8   | 6   | 23  | 18   | 21    |
| 13  | Argentinos Juniors           | 19    | 5  | 8   | 6   | 23  | 25   | 26    |
| 14  | Racing Club de Avellaneda    | 19    | 5  | 7   | 7   | 22  | 19   | 22    |
| 15  | Gimnasia y Esgrima Jujuy     | 19    | 6  | 3   | 10  | 21  | 19   | 31    |
| 16  | San Martín Tucumán           | 19    | 5  | 5   | 9   | 20  | 15   | 18    |
| 17  | CA Huracán                   | 19    | 5  | 5   | 9   | 20  | 18   | 29    |
| 18  | Independiente                | 19    | 4  | 6   | 9   | 18  | 15   | 23    |
| 19  | Rosario Central              | 19    | 4  | 3   | 12  | 15  | 20   | 26    |
| 20  | River Plate                  | 19    | 2  | 8   | 9   | 14  | 20   | 29    |

### Baraż o tytuł mistrza Argentyny
| Data            | Mecz |
| --------------- | --- |
| 17 grudnia 2008 | CA Tigre - San Lorenzo de Almagro 1:2 Leandro Hernán Lázzaro 76 - Pablo Barrientos 18, Gonzalo Rubén Bergessio 20 mecz rozegrany został na stadionie klubu CA Vélez Sarsfield                      |
| 20 grudnia 2008 | San Lorenzo de Almagro - Boca Juniors 1:3 Santiago Solari 60 - Lucas Viatri 48, Rodrigo Palacio 76, Cristian Manuel Chávez 90+2 mecz rozegrany został na stadionie klubu Racing Club de Avellaneda |
| 23 grudnia 2008 | Boca Juniors - CA Tigre 0:1 Leandro Hernán Lázzaro 67 mecz rozegrany został na stadionie klubu Racing Club de Avellaneda                                                                           |

| Poz | Klub                   | Mecze | Zw | Rem | Por | Pkt | BrZd | BrStr |
| --- | ---------------------- | ----- | -- | --- | --- | --- | ---- | ----- |
| 1   | Boca Juniors           | 2     | 1  | 0   | 1   | 3   | 3    | 2     |
| 2   | CA Tigre               | 2     | 1  | 0   | 1   | 3   | 2    | 2     |
| 3   | San Lorenzo de Almagro | 2     | 1  | 0   | 1   | 3   | 3    | 4     |

### Klasyfikacja strzelców bramek turnieju Apertura 2008/09
| Gole | Piłkarz              | Klub                |
| ---- | -------------------- | ------------------- |
| 15   | José Sand            | Club Atlético Lanús |
| 13   | Martín Gerardo Morel | CA Tigre            |
| 11   | Esteban Fuertes      | CA Colón            |

## Torneo Clausura 2008/09

### Clausura 1
| Data          | Mecz |
| ------------- | --- |
| 6 lutego 2009 | CA Huracán - San Martín Tucumán 1:0 Mario Bolatti                                                                                    |
| 6 lutego 2009 | CA Tigre - San Lorenzo de Almagro 1:3 Néstor Andrés Silvera s - Norberto Javier Paparatto s, Jonathan Santana, Néstor Andrés Silvera |
| 7 lutego 2009 | Newell’s Old Boys - Gimnasia y Esgrima La Plata 3:0 Mauro Formica (2), Leandro Diego Armani                                          |
| 7 lutego 2009 | Estudiantes La Plata - Rosario Central 0:0                                                                                           |
| 7 lutego 2009 | Godoy Cruz Antonio Tomba - CA Banfield 1:1 Leonardo Germán Sigali - Santiago Martín Silva                                            |
| 7 lutego 2009 | Argentinos Juniors - Arsenal Sarandí Buenos Aires 0:2 Luciano Leguizamón, Javier Yacuzzi                                             |
| 7 lutego 2009 | Club Atlético Lanús - Racing Club de Avellaneda 3:1 José Sand (2), Sebastián Blanco - Pablo Ariel Lugüercio                          |
| 8 lutego 2009 | Independiente - CA Vélez Sarsfield 0:0 mecz rozegrany został na stadionie klubu CA Huracán                                           |
| 8 lutego 2009 | Gimnasia y Esgrima Jujuy - Boca Juniors 1:2 Pablo Ignacio Calandria - Ricardo Daniel Noir, Lucas Viatri                              |
| 8 lutego 2009 | River Plate - CA Colón 2:2 Gustavo Daniel Cabral, Radamel Falcao - Alejandro Rubén Capurro, Sebastián Prediguer                      |

### Clausura 2
| Data           | Mecz |
| -------------- | --- |
| 13 lutego 2009 | CA Colón - Gimnasia y Esgrima Jujuy 1:0 Matías Oyola                                                                                                 |
| 13 lutego 2009 | Racing Club de Avellaneda - CA Huracán 1:4 Matías Alfredo Martínez - Matías Adrián Defederico (2), Federico Gastón Nieto, Javier Pastore             |
| 14 lutego 2009 | CA Banfield - Estudiantes La Plata 1:0 Nicolás Santiago Bertolo                                                                                      |
| 14 lutego 2009 | Arsenal Sarandí Buenos Aires - CA Tigre 2:0 Luciano Leguizamón (2)                                                                                   |
| 14 lutego 2009 | CA Vélez Sarsfield - Argentinos Juniors 1:1 Roberto Nanni - Néstor Ezequiel Ortigoza                                                                 |
| 14 lutego 2009 | Boca Juniors - Newell’s Old Boys 0:2 Diego Leandro Armani, Mauricio Sperdutti                                                                        |
| 15 lutego 2009 | San Martín Tucumán - Independiente 3:0 Cristián Eduardo Canío (3)                                                                                    |
| 15 lutego 2009 | San Lorenzo de Almagro - Godoy Cruz Antonio Tomba 1:2 Jorge Carranza - Iván Borghello, Leandro Rubén Caruso                                          |
| 15 lutego 2009 | Rosario Central - River Plate 1:2 Milton Joel Caraglio - Martín Sebastián Galmarini, Cristian Fabbiani                                               |
| 15 lutego 2009 | Gimnasia y Esgrima La Plata - Club Atlético Lanús 3:2 Fabián Rinaudo, Sebastián Ariel Romero, Rubén Dario Maldonado - José Sand, Jadson Viera Castro |

### Clausura 3
| Data           | Mecz |
| -------------- | --- |
| 20 lutego 2009 | CA Huracán - Gimnasia y Esgrima La Plata 0:2 Diego Nicolás Villar, Franco Niell                                                            |
| 20 lutego 2009 | Newell’s Old Boys - Gimnasia y Esgrima Jujuy 1:1 Santiago Gabriel Salcedo - Juan Arraya                                                    |
| 21 lutego 2009 | Independiente - Racing Club de Avellaneda 2:0 Lucas Andrés Pusineri, Daniel Montenegro mecz rozegrany został na stadionie klubu CA Huracán |
| 21 lutego 2009 | CA Colón - Rosario Central 2:0 Esteban Fuertes (2)                                                                                         |
| 21 lutego 2009 | Godoy Cruz Antonio Tomba - Arsenal Sarandí Buenos Aires 1:0 Leandro Rubén Caruso                                                           |
| 21 lutego 2009 | CA Tigre - CA Vélez Sarsfield 1:2 Néstor Ayala - Hernán Rodrigo López, Joaquín Larrivey                                                    |
| 22 lutego 2009 | Argentinos Juniors - San Martín Tucumán 2:2 Juan Carlos Ojeda, Ignacio Canuto - Nicolás Víctor Herrera, Gustavo Ibáñez                     |
| 22 lutego 2009 | Club Atlético Lanús - Boca Juniors 1:0 Eduardo Salvio                                                                                      |
| 22 lutego 2009 | River Plate - CA Banfield 2:0 Matías Enrique Abelairas, Radamel Falcao                                                                     |
| 22 lutego 2009 | Estudiantes La Plata - San Lorenzo de Almagro 2:1 Christian Ariel Cellay, Jonathan Santana s - Gonzalo Rubén Bergessio                     |

### Clausura 4
| Data           | Mecz |
| -------------- | --- |
| 27 lutego 2009 | CA Banfield - Rosario Central 3:1 Santiago Martín Silva, Nicolás Santiago Bertolo, James David Rodríguez - Guillermo Burdisso                                             |
| 27 lutego 2009 | Gimnasia y Esgrima La Plata - Independiente 2:0 Rubén Dario Maldonado, Sebastián Ariel Romero                                                                             |
| 28 lutego 2009 | San Martín Tucumán - CA Tigre 2:2 Marcelo Fabián Perugini, Marcelo Quinteros, Carlos Ariel Luna (2)                                                                       |
| 28 lutego 2009 | CA Vélez Sarsfield - Godoy Cruz Antonio Tomba 4:0 Hernán Rodrigo López, Maximiliano Nicolás Moralez (2), Joaquín Larrivey                                                 |
| 28 lutego 2009 | Newell’s Old Boys - CA Colón 1:1 Juan Leandro Quiroga - Germán Ezequiel Rivarola                                                                                          |
| 28 lutego 2009 | Racing Club de Avellaneda - Argentinos Juniors 1:1 Adrián Lucero - Nicolás Pavlovich                                                                                      |
| 1 marca 2009   | Arsenal Sarandí Buenos Aires - Estudiantes La Plata 3:1 Josimar Mosquera, Luciano Leguizamón, Javier Yacuzzi - Enzo Nicolás Pérez                                         |
| 1 marca 2009   | San Lorenzo de Almagro - River Plate 5:1 Jonathan Santana, Hernán Adrián González, Jonathan Bottinelli, Gonzalo Rubén Bergessio, Néstor Andrés Silvera - Diego Buonanotte |
| 1 marca 2009   | Gimnasia y Esgrima Jujuy - Club Atlético Lanús 0:2 Santiago Biglieri, Eduardo Salvio                                                                                      |
| 1 marca 2009   | Boca Juniors - CA Huracán 3:1 Martín Palermo, Luciano Gabriel Figueroa (2) - Eduardo Rodrigo Domínguez                                                                    |

### Clausura 5
| Data          | Mecz |
| ------------- | --- |
| 5 marca 2009  | Godoy Cruz Antonio Tomba - San Martín Tucumán 1:1 Roberto Jiménez - Gustavo Ibáñez mecz przerwany z powodu zamieszek na trybunach w 61 minucie przy stanie 1:1 - dokończony 29 marca 2009                                   |
| 6 marca 2009  | Club Atlético Lanús - Newell’s Old Boys 2:1 Matías Lionel Fritzler, José Sand - Hernán Bernardello |
| 6 marca 2009  | Estudiantes La Plata - CA Vélez Sarsfield 0:1 Ramón Darío Ocampo |
| 7 marca 2009  | CA Tigre - Racing Club de Avellaneda 4:1 Néstor Ayala, Matías Alejandro Giménez (2), Leandro Hernán Lázzaro - Franco Sebastián Sosa                                                                                         |
| 7 marca 2009  | Argentinos Juniors - Gimnasia y Esgrima La Plata 1:1 Rubén Dario Maldonado s - Sebastián Ariel Romero |
| 7 marca 2009  | CA Huracán - Gimnasia y Esgrima Jujuy 2:1 Federico Gastón Nieto, Paolo Duval Goltz - Héctor Martín Desvaux |
| 7 marca 2009  | CA Colón - CA Banfield 2:0 Marcelo Jesús Goux, Lucas Emanuel Acosta |
| 8 marca 2009  | Independiente - Boca Juniors 2:0 Daniel Montenegro (2) mecz rozegrany został na stadionie klubu CA Huracán |
| 8 marca 2009  | Rosario Central - San Lorenzo de Almagro 3:1 Guillermo Burdisso, Emilio José Zelaya, Jesús David Méndez - Cristian Raúl Ledesma                                                                                             |
| 8 marca 2009  | River Plate - Arsenal Sarandí Buenos Aires 3:1 Radamel Falcao, Marcelo Daniel Gallardo (2) - Luciano Leguizamón |
| 29 marca 2009 | Godoy Cruz Antonio Tomba - San Martín Tucumán 3:2 Roberto Jiménez, Víctor Alberto Figueroa, Leonardo Germán Sigali - Gustavo Ibáñez (2) dokończono przy pustych trybunach brakujące 29 minut meczu przerwanego 5 marca 2009 |

### Clausura 6
| Data          | Mecz |
| ------------- | --- |
| 13 marca 2009 | Arsenal Sarandí Buenos Aires - Rosario Central 0:5 Milton Joel Caraglio (2), Jesús David Méndez, Iván Moreno y Fabianesi, José Nicolás Vizcarra            |
| 13 marca 2009 | Gimnasia y Esgrima Jujuy - Independiente 4:1 Matías Cahais, Walter Alejandro Busse, Mauricio Javier Ferradas, Ariel Alfredo Montenegro - Daniel Montenegro |
| 14 marca 2009 | Gimnasia y Esgrima La Plata - CA Tigre 0:1 Martín Gerardo Morel                                                                                            |
| 14 marca 2009 | San Martín Tucumán - Estudiantes La Plata 1:0 Matías Sebastián Villavicencio                                                                               |
| 14 marca 2009 | Club Atlético Lanús - CA Colón 2:1 Diego Valeri, Cristian Menéndez - Germán Ezequiel Rivarola                                                              |
| 14 marca 2009 | San Lorenzo de Almagro - CA Banfield 3:1 Gastón Damián Aguirre, Gonzalo Rubén Bergessio, Alejandro Darío Gómez - Santiago Martín Silva                     |
| 15 marca 2009 | Racing Club de Avellaneda - Godoy Cruz Antonio Tomba 1:0 Pablo Nicolás Caballero                                                                           |
| 15 marca 2009 | CA Vélez Sarsfield - River Plate 1:1 Hernán Rodrigo López - Cristian Villagra                                                                              |
| 15 marca 2009 | Newell’s Old Boys - CA Huracán 2:2 Leonel Ezequiel Vangioni (2) - Federico Gastón Nieto, Carlos Luciano Araujo                                             |
| 15 marca 2009 | Boca Juniors - Argentinos Juniors 3:0 Juan Forlín, Luciano Gabriel Figueroa, Rodrigo Palacio                                                               |

### Clausura 7
| Data          | Mecz |
| ------------- | --- |
| 20 marca 2009 | Independiente - Newell’s Old Boys 4:1 Leandro Gioda, Víctor Ismael Sosa, Leonel Ríos, Hernán Fredes - Mauro Formica mecz rozegrany został na stadionie klubu CA Huracán |
| 20 marca 2009 | CA Banfield - Arsenal Sarandí Buenos Aires 2:0 Cristian David Lucchetti (2)                                                                                             |
| 21 marca 2009 | Godoy Cruz Antonio Tomba - Gimnasia y Esgrima La Plata 1:1 Víctor Alberto Figueroa - Francisco Dutari s                                                                 |
| 21 marca 2009 | Argentinos Juniors - Gimnasia y Esgrima Jujuy 0:1 Juan Arraya |
| 21 marca 2009 | Rosario Central - CA Vélez Sarsfield 1:1 Milton Joel Caraglio - Joaquín Larrivey                                                                                        |
| 22 marca 2009 | River Plate - San Martín Tucumán 2:1 Gustavo Daniel Cabral, Radamel Falcao - Facundo Hernán Quiroga s                                                                   |
| 22 marca 2009 | CA Huracán - Club Atlético Lanús 3:0 Gastón Rubén Esmerado, Javier Pastore (2)                                                                                          |
| 22 marca 2009 | CA Colón - San Lorenzo de Almagro 3:0 Esteban Fuertes (2), Nicolás Torres                                                                                               |
| 22 marca 2009 | CA Tigre - Boca Juniors 0:0 |
| 22 marca 2009 | Estudiantes La Plata - Racing Club de Avellaneda 0:0 |

### Clausura 8
| Data            | Mecz |
| --------------- | --- |
| 3 kwietnia 2009 | Arsenal Sarandí Buenos Aires - San Lorenzo de Almagro 1:1 Luciano Leguizamón - Néstor Andrés Silvera                                                                        |
| 3 kwietnia 2009 | CA Huracán - CA Colón 0:1 Alfredo Germán Ramírez |
| 4 kwietnia 2009 | CA Vélez Sarsfield - CA Banfield 2:1 Hernán Rodrigo López, Maximiliano Nicolás Moralez - Nicolás Santiago Bertolo                                                           |
| 4 kwietnia 2009 | Racing Club de Avellaneda - River Plate 1:0 Pablo Ariel Lugüercio |
| 4 kwietnia 2009 | Gimnasia y Esgrima Jujuy - CA Tigre 1:1 Ricardo Ernesto Gómez - Carlos Ariel Luna                                                                                           |
| 4 kwietnia 2009 | Newell’s Old Boys - Argentinos Juniors 1:1 Leandro Diego Armani - Ignacio Canuto                                                                                            |
| 5 kwietnia 2009 | Club Atlético Lanús - Independiente 5:1 Diego Valeri, José Sand (4) - Federico Andrés Mancuello                                                                             |
| 5 kwietnia 2009 | Boca Juniors - Godoy Cruz Antonio Tomba 1:1 Nicolás Gaitán - Leandro Rubén Caruso                                                                                           |
| 5 kwietnia 2009 | San Martín Tucumán - Rosario Central 0:1 Jorge Luis Anchén s |
| 5 kwietnia 2009 | Gimnasia y Esgrima La Plata - Estudiantes La Plata 1:1 Juan Ezequiel Cuevas - Cristian Nicolás Sánchez Prette mecz rozegrany został na stadionie Estadio Ciudad de La Plata |

### Clausura 9
| Data             | Mecz |
| ---------------- | --- |
| 10 kwietnia 2009 | Argentinos Juniors - Club Atlético Lanús 2:1 Ignacio Canuto, Gabriel Agustín Hauche - Diego Eduardo Lagos                                                  |
| 10 kwietnia 2009 | CA Tigre - Newell’s Old Boys 1:1 Carlos Ariel Luna - Leandro Diego Armani                                                                                  |
| 11 kwietnia 2009 | Godoy Cruz Antonio Tomba - Gimnasia y Esgrima Jujuy 2:2 Víctor Alberto Figueroa (2) - Cristián Gustavo Leiva s, Mauricio Javier Ferradas                   |
| 11 kwietnia 2009 | Independiente - CA Huracán 2:1 Federico Andrés Mancuello, Daniel Montenegro - Matías Adrián Defederico mecz rozegrany został na stadionie klubu CA Huracán |
| 11 kwietnia 2009 | CA Colón - Arsenal Sarandí Buenos Aires 1:1 Matías Oyola - Franco Jara                                                                                     |
| 11 kwietnia 2009 | CA Banfield - San Martín Tucumán 0:0 |
| 12 kwietnia 2009 | San Lorenzo de Almagro - CA Vélez Sarsfield 0:1 Hernán Rodrigo López                                                                                       |
| 12 kwietnia 2009 | Estudiantes La Plata - Boca Juniors 1:0 Gastón Nicolás Fernández                                                                                           |
| 12 kwietnia 2009 | Rosario Central - Racing Club de Avellaneda 0:1 Franco Sebastián Sosa                                                                                      |
| 12 kwietnia 2009 | River Plate - Gimnasia y Esgrima La Plata 2:2 Mauro Alberto Díaz, Diego Armando Barrado - Roberto Carlos Sosa, Juan Ezequiel Cuevas                        |

### Clausura 10
| Data             | Mecz |
| ---------------- | --- |
| 17 kwietnia 2009 | Gimnasia y Esgrima Jujuy - Estudiantes La Plata 0:0                                                                                             |
| 17 kwietnia 2009 | Independiente - CA Colón 0:1 Esteban Fuertes mecz rozegrany został na stadionie klubu CA Huracán                                                |
| 18 kwietnia 2009 | Gimnasia y Esgrima La Plata - Rosario Central 1:1 Juan Ezequiel Cuevas - Kily González                                                          |
| 18 kwietnia 2009 | Racing Club de Avellaneda - CA Banfield 1:0 Adrián Lucero                                                                                       |
| 18 kwietnia 2009 | CA Vélez Sarsfield - Arsenal Sarandí Buenos Aires 2:0 Hernán Rodrigo López, Leandro Coronel                                                     |
| 18 kwietnia 2009 | CA Huracán - Argentinos Juniors 4:1 Carlos Andrés Arano, Mario Bolatti, Federico Gastón Nieto, Patricio Daniel Toranzo - Gabriel Agustín Hauche |
| 19 kwietnia 2009 | Club Atlético Lanús - CA Tigre 2:1 Maximiliano Nicolás Velázquez, Eduardo Salvio - Norberto Javier Paparatto                                    |
| 19 kwietnia 2009 | Newell’s Old Boys - Godoy Cruz Antonio Tomba 1:1 Leonel Ezequiel Vangioni - Leandro Rubén Caruso                                                |
| 19 kwietnia 2009 | Boca Juniors - River Plate 1:1 Martín Palermo - Marcelo Daniel Gallardo                                                                         |
| 19 kwietnia 2009 | San Martín Tucumán - San Lorenzo de Almagro 3:0 Patricio Pablo Pérez, Marcelo Quinteros, Cristián Eduardo Canío                                 |

### Clausura 11
| Data             | Mecz |
| ---------------- | --- |
| 24 kwietnia 2009 | Arsenal Sarandí Buenos Aires - San Martín Tucumán 1:1 Cristian Alberto Pellerano - Matías Urbano                                                       |
| 24 kwietnia 2009 | CA Banfield - Gimnasia y Esgrima La Plata 3:1 Sebastián Bruno Fernández, Santiago Martín Silva (2) - Diego Nicolás Villar                              |
| 25 kwietnia 2009 | San Lorenzo de Almagro - Racing Club de Avellaneda 1:1 Santiago Solari - Matías Alfredo Martínez                                                       |
| 25 kwietnia 2009 | CA Tigre - CA Huracán 0:1 César Eduardo González |
| 25 kwietnia 2009 | Estudiantes La Plata - Newell’s Old Boys 1:0 Rodrigo Braña                                                                                             |
| 26 kwietnia 2009 | Argentinos Juniors - Independiente 1:1 Néstor Ezequiel Ortigoza - Daniel Montenegro                                                                    |
| 26 kwietnia 2009 | CA Colón - CA Vélez Sarsfield 2:4 Sebastián Prediguer, Sebastián Héctor Sciorilli - Jonathan Cristaldo, Hernán Rodrigo López (2), Juan Manuel Martínez |
| 26 kwietnia 2009 | Rosario Central - Boca Juniors 2:0 Alexis Raúl Danelón, Iván Moreno y Fabianesi                                                                        |
| 26 kwietnia 2009 | Godoy Cruz Antonio Tomba - Club Atlético Lanús 0:1 Eduardo Salvio                                                                                      |
| 26 kwietnia 2009 | River Plate - Gimnasia y Esgrima Jujuy 1:0 Radamel Falcao                                                                                              |

### Clausura 12
| Data        | Mecz |
| ----------- | --- |
| 2 maja 2009 | Gimnasia y Esgrima La Plata - San Lorenzo de Almagro 1:2 Rubén Dario Maldonado - Fabián Bordagaray, Gonzalo Rubén Bergessio                                     |
| 2 maja 2009 | Independiente - CA Tigre 4:1 Leonel Ríos, Darío Alejandro Gandín, Daniel Montenegro (2) - Carlos Ariel Luna mecz rozegrany został na stadionie klubu CA Huracán |
| 2 maja 2009 | Gimnasia y Esgrima Jujuy - Rosario Central 0:1 Ezequiel González                                                                                                |
| 2 maja 2009 | Club Atlético Lanús - Estudiantes La Plata 0:3 Mauro Boselli, Federico Fernández, Raúl Iberbia                                                                  |
| 2 maja 2009 | Argentinos Juniors - CA Colón 2:0 Ignacio Canuto, Gabriel Agustín Hauche                                                                                        |
| 3 maja 2009 | Racing Club de Avellaneda - Arsenal Sarandí Buenos Aires 4:1 Rubén Darío Ramírez, Claudio Yacob, Matías Alfredo Martínez, Lucas Castromán - Darío Espínola      |
| 3 maja 2009 | San Martín Tucumán - CA Vélez Sarsfield 0:0 |
| 3 maja 2009 | Newell’s Old Boys - River Plate 1:0 Mauro Formica |
| 3 maja 2009 | Boca Juniors - CA Banfield 2:3 Facundo Sebastián Roncaglia, José Devaca s - Santiago Martín Silva, Sebastián Bruno Fernández, Víctor Rubén López                |
| 3 maja 2009 | CA Huracán - Godoy Cruz Antonio Tomba 3:2 Paolo Duval Goltz, Federico Gastón Nieto, Matías Adrián Defederico - Iván Borghello, Roberto Jiménez                  |

### Clausura 13
| Data         | Mecz |
| ------------ | --- |
| 8 maja 2009  | CA Banfield - Gimnasia y Esgrima Jujuy 2:2 Santiago Martín Silva, Sebastián Bruno Fernández - Ricardo Ernesto Gómez, Walter Alejandro Busse |
| 8 maja 2009  | CA Tigre - Argentinos Juniors 1:1 Carlos Ariel Luna - Gabriel Peñalba                                                                       |
| 9 maja 2009  | Arsenal Sarandí Buenos Aires - Gimnasia y Esgrima La Plata 0:0                                                                              |
| 9 maja 2009  | CA Vélez Sarsfield - Racing Club de Avellaneda 2:2 Sebastián Enrique Domínguez, Víctor Eduardo Zapata - Claudio Yacob, Rubén Darío Ramírez  |
| 9 maja 2009  | CA Colón - San Martín Tucumán 2:0 Esteban Fuertes (2)                                                                                       |
| 10 maja 2009 | Godoy Cruz Antonio Tomba - Independiente 2:0 Lautaro Roque Fórmica, Leandro Rubén Caruso                                                    |
| 10 maja 2009 | Rosario Central - Newell’s Old Boys 1:1 Emilio José Zelaya - Mauro Formica                                                                  |
| 10 maja 2009 | River Plate - Club Atlético Lanús 1:1 Radamel Falcao - José Sand                                                                            |
| 10 maja 2009 | San Lorenzo de Almagro - Boca Juniors 1:1 Gonzalo Rubén Bergessio - Facundo Sebastián Roncaglia                                             |
| 10 maja 2009 | Estudiantes La Plata - CA Huracán 1:1 Christian Ariel Cellay - Mario Bolatti                                                                |

### Clausura 14
| Data         | Mecz |
| ------------ | --- |
| 15 maja 2009 | Argentinos Juniors - Godoy Cruz Antonio Tomba 2:4 Gabriel Agustín Hauche, Ignacio Canuto - Leandro Rubén Caruso (2), Víctor Alberto Figueroa (2)                                                                                      |
| 15 maja 2009 | Club Atlético Lanús - Rosario Central 2:1 Sebastián Blanco, Diego Eduardo Lagos - Pablo Martín Lima |
| 16 maja 2009 | CA Huracán - River Plate 4:0 Javier Pastore (2), Leonardo Andrés Medina, Patricio Daniel Toranzo |
| 16 maja 2009 | CA Tigre - CA Colón 2:1 Carlos Ariel Luna (2) - Esteban Fuertes |
| 16 maja 2009 | Newell’s Old Boys - CA Banfield 1:1 Alejandro da Silva - Sebastián Bruno Fernández |
| 16 maja 2009 | Gimnasia y Esgrima La Plata - CA Vélez Sarsfield 3:1 Mariano Messera, Sebastián Ariel Romero, Juan Ezequiel Cuevas - Jonathan Cristaldo                                                                                               |
| 17 maja 2009 | Independiente - Estudiantes La Plata 1:5 Daniel Montenegro - Juan Manuel Salgueiro, Federico Fernández, Diego Alberto Galván, Maximiliano Ezequiel Núñez, Carlos Alberto Valencia mecz rozegrany został na stadionie klubu CA Huracán |
| 17 maja 2009 | Racing Club de Avellaneda - San Martín Tucumán 1:2 Marcos Cáceres - Mario Héctor Turdó, Matías Urbano |
| 17 maja 2009 | Gimnasia y Esgrima Jujuy - San Lorenzo de Almagro 0:3 Gonzalo Rubén Bergessio, Bruno Fornaroli (2) |
| 17 maja 2009 | Boca Juniors - Arsenal Sarandí Buenos Aires 2:1 Luciano Gabriel Figueroa, Cristian Gabriel Chávez - Mauro Matos |

### Clausura 15
| Data         | Mecz |
| ------------ | --- |
| 22 maja 2009 | Godoy Cruz Antonio Tomba - CA Tigre 0:2 Néstor Ayala, Carlos Ariel Luna                                          |
| 22 maja 2009 | Arsenal Sarandí Buenos Aires - Gimnasia y Esgrima Jujuy 0:1 Héctor Ariel Silva                                   |
| 23 maja 2009 | San Lorenzo de Almagro - Newell’s Old Boys 0:2 Mauricio Sperdutti, Alejandro da Silva                            |
| 23 maja 2009 | CA Banfield - Club Atlético Lanús 0:1 Maximiliano Nicolás Velázquez                                              |
| 23 maja 2009 | Rosario Central - CA Huracán 1:2 Iván Moreno y Fabianesi - Javier Pastore (2)                                    |
| 23 maja 2009 | Estudiantes La Plata - Argentinos Juniors 3:2 Enzo Nicolás Pérez (3) - Gabriel Agustín Hauche, Nicolás Pavlovich |
| 24 maja 2009 | CA Colón - Racing Club de Avellaneda 0:0                                                                         |
| 24 maja 2009 | San Martín Tucumán - Gimnasia y Esgrima La Plata 0:1 Esteban Nicolás González                                    |
| 24 maja 2009 | CA Vélez Sarsfield - Boca Juniors 2:0 Hernán Rodrigo López, Jonathan Cristaldo                                   |
| 24 maja 2009 | River Plate - Independiente 2:0 Diego Armando Barrado, Radamel Falcao                                            |

### Clausura 16
| Data         | Mecz |
| ------------ | --- |
| 29 maja 2009 | Newell’s Old Boys - Arsenal Sarandí Buenos Aires 1:1 Mauro Formica - Sergio Román Sena                                             |
| 29 maja 2009 | CA Huracán - CA Banfield 2:1 Mario Bolatti, Patricio Daniel Toranzo - Sebastián Bruno Fernández                                    |
| 30 maja 2009 | Godoy Cruz Antonio Tomba - CA Colón 1:3 Leandro Rubén Caruso - Esteban Fuertes (2), Germán Ezequiel Rivarola                       |
| 30 maja 2009 | Independiente - Rosario Central 3:1 Daniel Montenegro (3) - Emilio José Zelaya mecz rozegrany został na stadionie klubu CA Huracán |
| 30 maja 2009 | Club Atlético Lanús - San Lorenzo de Almagro 2:1 Eduardo Salvio, José Sand - Emir Faccioli s                                       |
| 31 maja 2009 | Boca Juniors - San Martín Tucumán 3:0 Martín Palermo (2), Rodrigo Palacio                                                          |
| 31 maja 2009 | Gimnasia y Esgrima La Plata - Racing Club de Avellaneda 0:0                                                                        |
| 31 maja 2009 | CA Tigre - Estudiantes La Plata 2:0 Carlos Ariel Luna, Néstor Ayala                                                                |
| 31 maja 2009 | Argentinos Juniors - River Plate 0:0                                                                                               |
| 31 maja 2009 | Gimnasia y Esgrima Jujuy - CA Vélez Sarsfield 0:1 Jonathan Cristaldo                                                               |

### Clausura 17
| Data            | Mecz |
| --------------- | --- |
| 12 czerwca 2009 | CA Colón - Gimnasia y Esgrima La Plata 2:0 Esteban Fuertes, Lucas Emanuel Acosta                                                                          |
| 12 czerwca 2009 | CA Banfield - Independiente 5:0 Santiago Martín Silva (2), Víctor Rubén López, Sebastián Bruno Fernández, Julio Eduardo Barraza                           |
| 13 czerwca 2009 | River Plate - CA Tigre 3:1 Robert Mario Flores, Radamel Falcao, Cristian Fabbiani - Leandro Hernán Lázzaro                                                |
| 13 czerwca 2009 | Estudiantes La Plata - Godoy Cruz Antonio Tomba 1:0 Mauro Boselli mecz rozegrany został na stadionie klubu CA Argentino de Quilmes                        |
| 13 czerwca 2009 | CA Vélez Sarsfield - Newell’s Old Boys 2:0 Hernán Rodrigo López, Maximiliano Nicolás Moralez                                                              |
| 13 czerwca 2009 | Arsenal Sarandí Buenos Aires - Club Atlético Lanús 4:1 Cristian Alberto Pellerano (2), Sergio Román Sena, Darío Benedetto - Maximiliano Nicolás Velázquez |
| 14 czerwca 2009 | Racing Club de Avellaneda - Boca Juniors 3:0 Lucas Castromán, Franco Zuculini, Sebastián Hugo Grazzini                                                    |
| 14 czerwca 2009 | San Martín Tucumán - Gimnasia y Esgrima Jujuy 0:1 Silvio Iuvalé                                                                                           |
| 14 czerwca 2009 | San Lorenzo de Almagro - CA Huracán 0:1 Paolo Duval Goltz mecz rozegrany został na stadionie klubu Boca Juniors                                           |
| 14 czerwca 2009 | Rosario Central - Argentinos Juniors 2:1 Pablo Martín Lima, Iván Moreno y Fabianesi - Néstor Ezequiel Ortigoza                                            |

### Clausura 18
| Data            | Mecz |
| --------------- | --- |
| 19 czerwca 2009 | Argentinos Juniors - CA Banfield 1:1 Gabriel Peñalba - Julio Eduardo Barraza                                               |
| 19 czerwca 2009 | Newell’s Old Boys - San Martín Tucumán 0:1 Matías Urbano                                                                   |
| 20 czerwca 2009 | Gimnasia y Esgrima Jujuy - Racing Club de Avellaneda 0:2 Franco Sebastián Sosa, Leandro González                           |
| 20 czerwca 2009 | CA Tigre - Rosario Central 0:1 Iván Moreno y Fabianesi                                                                     |
| 20 czerwca 2009 | Independiente - San Lorenzo de Almagro 0:1 Néstor Andrés Silvera mecz rozegrany został na stadionie klubu CA Huracán       |
| 21 czerwca 2009 | Boca Juniors - Gimnasia y Esgrima La Plata 1:2 Martín Palermo - Diego Martín Alonso, Ariel Agüero                          |
| 21 czerwca 2009 | Godoy Cruz Antonio Tomba - River Plate 1:0 Iván Borghello                                                                  |
| 21 czerwca 2009 | Estudiantes La Plata - CA Colón 1:3 José Luis Calderón - Germán Ezequiel Rivarola, Alfredo Germán Ramírez, Esteban Fuertes |
| 21 czerwca 2009 | CA Huracán - Arsenal Sarandí Buenos Aires 3:0 Mario Bolatti, Patricio Daniel Toranzo, Matías Defederico                    |
| 21 czerwca 2009 | Club Atlético Lanús - CA Vélez Sarsfield 1:1 José Sand - Hernán Rodrigo López                                              |

### Clausura 19
| Data            | Mecz |
| --------------- | --- |
| 26 czerwca 2009 | Arsenal Sarandí Buenos Aires - Independiente 1:1 Franco Jara - Federico Andrés Mancuello                               |
| 3 lipca 2009    | Racing Club de Avellaneda - Newell’s Old Boys 2:1 Matías Alfredo Martínez, Adrián Lucero - Alexis Maximiliano Machuca  |
| 4 lipca 2009    | CA Banfield - CA Tigre 0:3 Carlos Ariel Luna, Ariel Esteban Broggi s, Sebastián Rosano                                 |
| 4 lipca 2009    | Rosario Central - Godoy Cruz Antonio Tomba 0:1 Iván Borghello                                                          |
| 4 lipca 2009    | River Plate - Estudiantes La Plata 1:2 Diego Buonanotte - José Luis Calderón, Marcos Rojo                              |
| 4 lipca 2009    | CA Colón - Boca Juniors 1:3 Germán Ezequiel Rivarola - Martín Palermo (2), Sebastián Alejandro Battaglia               |
| 4 lipca 2009    | San Lorenzo de Almagro - Argentinos Juniors 3:0 Gonzalo Rubén Bergessio (2), Juan Manuel Torres                        |
| 5 lipca 2009    | Gimnasia y Esgrima La Plata - Gimnasia y Esgrima Jujuy 2:0 Sebastián Ariel Romero (2)                                  |
| 5 lipca 2009    | San Martín Tucumán - Club Atlético Lanús 2:3 Daniel Alejandro Vega, Jorge Serrano - José Sand (2), Diego Eduardo Lagos |
| 5 lipca 2009    | CA Vélez Sarsfield - CA Huracán 1:0 Maximiliano Nicolás Moralez                                                        |

### Tabela końcowa Clausura 2008/09
| Poz | Klub                         | Mecze | Zw | Rem | Por | Pkt | BrZd | BrStr |
| --- | ---------------------------- | ----- | -- | --- | --- | --- | ---- | ----- |
| 1   | CA Vélez Sarsfield           | 19    | 11 | 7   | 1   | 40  | 29   | 13    |
| 2   | CA Huracán                   | 19    | 12 | 2   | 5   | 38  | 35   | 19    |
| 3   | Club Atlético Lanús          | 19    | 12 | 2   | 5   | 38  | 32   | 26    |
| 4   | CA Colón                     | 19    | 10 | 4   | 5   | 34  | 29   | 19    |
| 5   | Racing Club de Avellaneda    | 19    | 8  | 6   | 5   | 30  | 23   | 21    |
| 6   | Estudiantes La Plata         | 19    | 8  | 5   | 6   | 29  | 22   | 18    |
| 7   | Gimnasia y Esgrima La Plata  | 19    | 7  | 7   | 5   | 28  | 23   | 21    |
| 8   | River Plate                  | 19    | 7  | 6   | 6   | 27  | 24   | 25    |
| 9   | Godoy Cruz Antonio Tomba     | 19    | 7  | 5   | 7   | 26  | 23   | 26    |
| 10  | Rosario Central              | 19    | 7  | 4   | 8   | 25  | 23   | 21    |
| 11  | San Lorenzo de Almagro       | 19    | 7  | 3   | 9   | 24  | 27   | 26    |
| 12  | CA Banfield                  | 19    | 6  | 5   | 8   | 23  | 25   | 25    |
| 13  | CA Tigre                     | 19    | 6  | 5   | 8   | 23  | 24   | 25    |
| 14  | Boca Juniors                 | 19    | 6  | 4   | 9   | 22  | 22   | 25    |
| 15  | Newell’s Old Boys            | 19    | 4  | 9   | 6   | 21  | 21   | 22    |
| 16  | Independiente                | 19    | 6  | 3   | 10  | 21  | 22   | 36    |
| 17  | San Martín Tucumán           | 19    | 5  | 5   | 9   | 20  | 20   | 23    |
| 18  | Arsenal Sarandí Buenos Aires | 19    | 4  | 6   | 9   | 18  | 19   | 30    |
| 19  | Gimnasia y Esgrima Jujuy     | 19    | 4  | 5   | 10  | 17  | 15   | 24    |
| 20  | Argentinos Juniors           | 19    | 2  | 9   | 8   | 15  | 19   | 32    |

### Klasyfikacja strzelców bramek turnieju Clausura 2008/09
| Gole | Piłkarz               | Klub                |
| ---- | --------------------- | ------------------- |
| 13   | José Sand             | Club Atlético Lanús |
| 12   | Daniel Montenegro     | Independiente       |
| 12   | Esteban Fuertes       | CA Colón            |
| 11   | Hernán Rodrigo López  | CA Vélez Sarsfield  |
| 11   | Carlos Ariel Luna     | CA Tigre            |
| 9    | Santiago Martín Silva | CA Banfield         |

### Tablica spadkowa na koniec turnieju Clausura 2008/09
| Poz | Klub                         | 2006/07 pkt/m | 2007/08 pkt/m | 2008/09 pkt/m | Razem pkt/mecze | Średnia |
| --- | ---------------------------- | ------------- | ------------- | ------------- | --------------- | ------- |
| 1   | Boca Juniors                 | 83/38         | 70/38         | 61/38         | 214/114         | 1.877   |
| 2   | Estudiantes La Plata         | 81/38         | 69/38         | 57/38         | 207/114         | 1.816   |
| 3   | San Lorenzo de Almagro       | 73/38         | 64/38         | 63/38         | 200/114         | 1.754   |
| 4   | Club Atlético Lanús          | 59/38         | 56/38         | 75/38         | 190/114         | 1.667   |
| 5   | CA Vélez Sarsfield           | 56/38         | 59/38         | 66/38         | 181/114         | 1.588   |
| 6   | River Plate                  | 71/38         | 66/38         | 41/38         | 178/114         | 1.561   |
| 7   | CA Tigre                     | 0/0           | 56/38         | 62/38         | 118/76          | 1.553   |
| 8   | CA Huracán                   | 0/0           | 52/38         | 58/38         | 110/76          | 1.447   |
| 9   | Arsenal Sarandí Buenos Aires | 62/38         | 51/38         | 46/38         | 159/114         | 1.395   |
| 10  | Independiente                | 57/38         | 59/38         | 39/38         | 155/114         | 1.360   |
| 11  | CA Colón                     | 46/38         | 45/38         | 57/38         | 148/114         | 1.298   |
| 12  | Godoy Cruz Antonio Tomba     | 0/0           | 0/0           | 49/38         | 49/38           | 1.289   |
| 13  | Argentinos Juniors           | 46/38         | 61/38         | 38/38         | 145/114         | 1.272   |
| 14  | Newell’s Old Boys            | 35/38         | 56/38         | 52/38         | 143/114         | 1.254   |
| 15  | Racing Club de Avellaneda    | 49/38         | 40/38         | 52/38         | 141/114         | 1.237   |
| 16  | CA Banfield                  | 39/38         | 54/38         | 46/38         | 139/114         | 1.219   |
| 17  | Rosario Central              | 52/38         | 41/38         | 40/38         | 133/114         | 1.167   |
| 18  | Gimnasia y Esgrima La Plata  | 40/38         | 36/38         | 55/38         | 131/114         | 1.149   |
| 19  | San Martín Tucumán           | 0/0           | 0/0           | 40/38         | 40/38           | 1.053   |
| 20  | Gimnasia y Esgrima Jujuy     | 43/38         | 35/38         | 38/38         | 116/114         | 1.018   |

Do drugiej ligi spadły San Martín Tucumán i Gimnasia y Esgrima Jujuy, a na ich miejsce awansował mistrz drugiej ligi Atlético Tucumán i wicemistrz drugiej ligi Chacarita Juniors.

## Sumaryczna tabela sezonu 2008/09
Tabela ma znaczenie nie tylko statystyczne. Na jej podstawie wyznaczone zostały kluby, które reprezentować będą Argentynę w turnieju Copa Libertadores i Copa Sudamericana.
| Poz | Klub                         | Mecze | Zw | Rem | Por | Pkt | BrZd | BrStr |
| --- | ---------------------------- | ----- | -- | --- | --- | --- | ---- | ----- |
| 1   | Club Atlético Lanús          | 38    | 23 | 6   | 9   | 75  | 66   | 49    |
| 2   | CA Vélez Sarsfield           | 38    | 18 | 12  | 8   | 66  | 51   | 40    |
| 3   | San Lorenzo de Almagro       | 38    | 19 | 6   | 13  | 63  | 61   | 43    |
| 4   | CA Tigre                     | 38    | 18 | 8   | 12  | 62  | 55   | 44    |
| 5   | Boca Juniors                 | 38    | 18 | 7   | 13  | 61  | 55   | 46    |
| 6   | CA Huracán                   | 38    | 17 | 7   | 14  | 58  | 53   | 48    |
| 7   | CA Colón                     | 38    | 15 | 12  | 11  | 57  | 58   | 44    |
| 8   | Estudiantes La Plata         | 38    | 16 | 9   | 13  | 57  | 46   | 43    |
| 9   | Gimnasia y Esgrima La Plata  | 38    | 13 | 16  | 9   | 55  | 40   | 36    |
| 10  | Newell’s Old Boys            | 38    | 12 | 16  | 10  | 52  | 47   | 40    |
| 11  | Racing Club de Avellaneda    | 38    | 13 | 13  | 12  | 52  | 42   | 43    |
| 12  | Godoy Cruz Antonio Tomba     | 38    | 13 | 10  | 15  | 49  | 48   | 54    |
| 13  | CA Banfield                  | 38    | 11 | 13  | 14  | 46  | 43   | 46    |
| 14  | Arsenal Sarandí Buenos Aires | 38    | 12 | 10  | 16  | 46  | 45   | 57    |
| 15  | River Plate                  | 38    | 9  | 14  | 15  | 41  | 44   | 54    |
| 16  | Rosario Central              | 38    | 11 | 7   | 20  | 40  | 43   | 47    |
| 17  | San Martín Tucumán           | 38    | 10 | 10  | 18  | 40  | 35   | 41    |
| 18  | Independiente                | 38    | 10 | 9   | 19  | 39  | 37   | 59    |
| 19  | Argentinos Juniors           | 38    | 7  | 17  | 14  | 38  | 44   | 58    |
| 20  | Gimnasia y Esgrima Jujuy     | 38    | 10 | 8   | 20  | 38  | 34   | 55    |

## Baraże o utrzymanie się w lidze

### Pierwsze mecze
| Data         | Mecz                                                                             |
| ------------ | -------------------------------------------------------------------------------- |
| 8 lipca 2009 | Belgrano Córdoba - Rosario Central 0:1 Jesús David Méndez 48                     |
| 9 lipca 2009 | Atlético Rafaela - Gimnasia y Esgrima La Plata 3:0 Aldo Luis Visconti 15, 63, 68 |

### Rewanże
| Data          | Mecz                                                                                             |
| ------------- | ------------------------------------------------------------------------------------------------ |
| 12 lipca 2009 | Rosario Central - Belgrano Córdoba 1:1 Emilio José Zelaya 38 - Juan Carlos Maldonado 37          |
| 12 lipca 2009 | Gimnasia y Esgrima La Plata - Atlético Rafaela 3:0 Diego Martín Alonso 72, Franco Niell 89, 90+1 |

Oba kluby pierwszoligowe, Rosario Central i Gimnasia y Esgrima La Plata, obroniły się przed spadkiem.